# Dianthus mooiensis
Dianthus mooiensis là loài thực vật có hoa thuộc họ Cẩm chướng. Loài này được B.S.Williams mô tả khoa học đầu tiên năm 1889.